# Charles de Broglie
Pour les autres membres de la famille, voir Maison de Broglie.
Charles de Broglie, dit l'Abbé de Broglie né le 16 novembre 1733  ou 17 novembre 1734, au château familial de Broglie et mort le 20 septembre 1777, dans son château de Carlepont, dans l'Oise, est un homme d'Église français du XVIIIe siècle. 

## Le destin d'un cadet
Il est le quatrième et dernier fils de François-Marie de Broglie (1671-1745), maréchal de France et de Thérèse Gilette Locquet de Grandville, d’une famille de riches armateurs de Saint-Malo. Son frère aîné est le maréchal duc Victor-François de Broglie (1718-1804), chevalier des ordres du Roi, Prince du Saint Empire Germanique en 1759 et commandant en chef des trois évêchés de Metz, Toul et de Verdun en 1771. Son dernier frère, est Charles-François de Broglie (1719-1781), marquis de Ruffec, ambassadeur du Roi en Pologne en 1752 puis responsable du Secret du Roi.
Il est le neveu de Charles-Maurice de Broglie (1682-1766), dernier abbé du Mont-Saint-Michel, connu aussi sous le nom d'abbé de Broglie.
Sa position de cadet l'incline à embrasser la carrière ecclésiastique. Il quitte rapidement le château familial pour suivre ses études au collège du Plessis-Sorbonne. Licencié en droit canon et prêtre, il reçoit en commende l'Abbaye de Lachalade dans le diocèse de Verdun et il devient titulaire de la « chapelle simple » de Saint-Jacques de Courville dans le diocèse de Reims. Désigné par la province ecclésiastique de Reims comme Agent général du clergé de France de 1760 à 1765, il intervient comme secrétaire lors de l'assemblée extraordinaire de 1762. 
À la fin de son mandat il est désigné le 1er mars 1766 comme évêque-comte de Noyon et Pair de France et il est consacré le 22 juin 1766 par le cardinal Charles-Antoine de la Roche-Aymon, archevêque de Reims. Il est encore pourvu en 1771 de l'abbaye de La Sauve-Majeure dans le diocèse de Bordeaux

## Source
- (en) Catholic hierarchy.org:Bishop Charles de Broglie.